# Hôtel des Postes de Poitiers
L'hôtel des Postes, dite Grande poste centrale ou principale, anciennement hôtel des Postes et Télégraphes, est un bâtiment du début du XXe siècle qui accueille le bureau de poste principal de la ville, à Poitiers, en France.

## Situation et accès
L'édifice est situé au no 21 de la rue des Écossais, encadré par la rue Arthur-Ranc et la rue Jacques-de-Grailly, dans le centre-ville de Poitiers, et plus largement au centre du département de la Vienne.

## Histoire

### Projet
La Ville cède 2 000 m2 de terrain de l'ancienne prison au service des Postes et Télégraphes ainsi qu'à la Caisse nationale d'épargne pour l'édification d'un hôtel accueillant leur service. C'est l'architecte poitevin Hilaire Guinet (1878-1938) qui en dresse les plans. Les sculptures extérieures sont, quant à elles, l'œuvre du sculpteur local Aimé Octobre (1866-1943). La Ville s'investit grandement dans le projet en participant d'un montant de 50 000 francs à la construction et en fournissant également un tarif favorable des services d'eau, de gaz et d'électricité ainsi qu'un éclairage extérieur gracieux de six réverbères.

### Première pierre
La première pierre est posée le 17 décembre 1911 avec la présence des députés de la Vienne Alcide Blanchard et Raoul Péret, du sénateur de la Vienne Jacques Servant, du maire de Poitiers Gabriel Morain, du député d'Indre-et-Loire René Besnard, du préfet de la Vienne Pierre Charles Causel et du recteur Jacques Cavalier.

### Guerres mondiales
L'ouverture prévue durant l'année 1914 est empêchée par l'entrée en guerre. Les locaux sont ainsi réquisitionnés par la Municipalité et des hôpitaux temporaires y sont aménagés. Les derniers blessés quittent l'établissement en 1919, ce qui permet enfin l'installation des services postaux. Lors de la Seconde Guerre mondiale, les bombardements épargnent l'édifice principal mais les bâtiments de la rue Arthur-Ranc sont abattus.

## Structure
L'édifice, de style Art déco, évolue sur quatre niveaux et ses façades adoptent une teinte ocrâtre, avec une toiture en ardoise. Un fronton en haut-relief sculpté surmonte l'entrée principale.

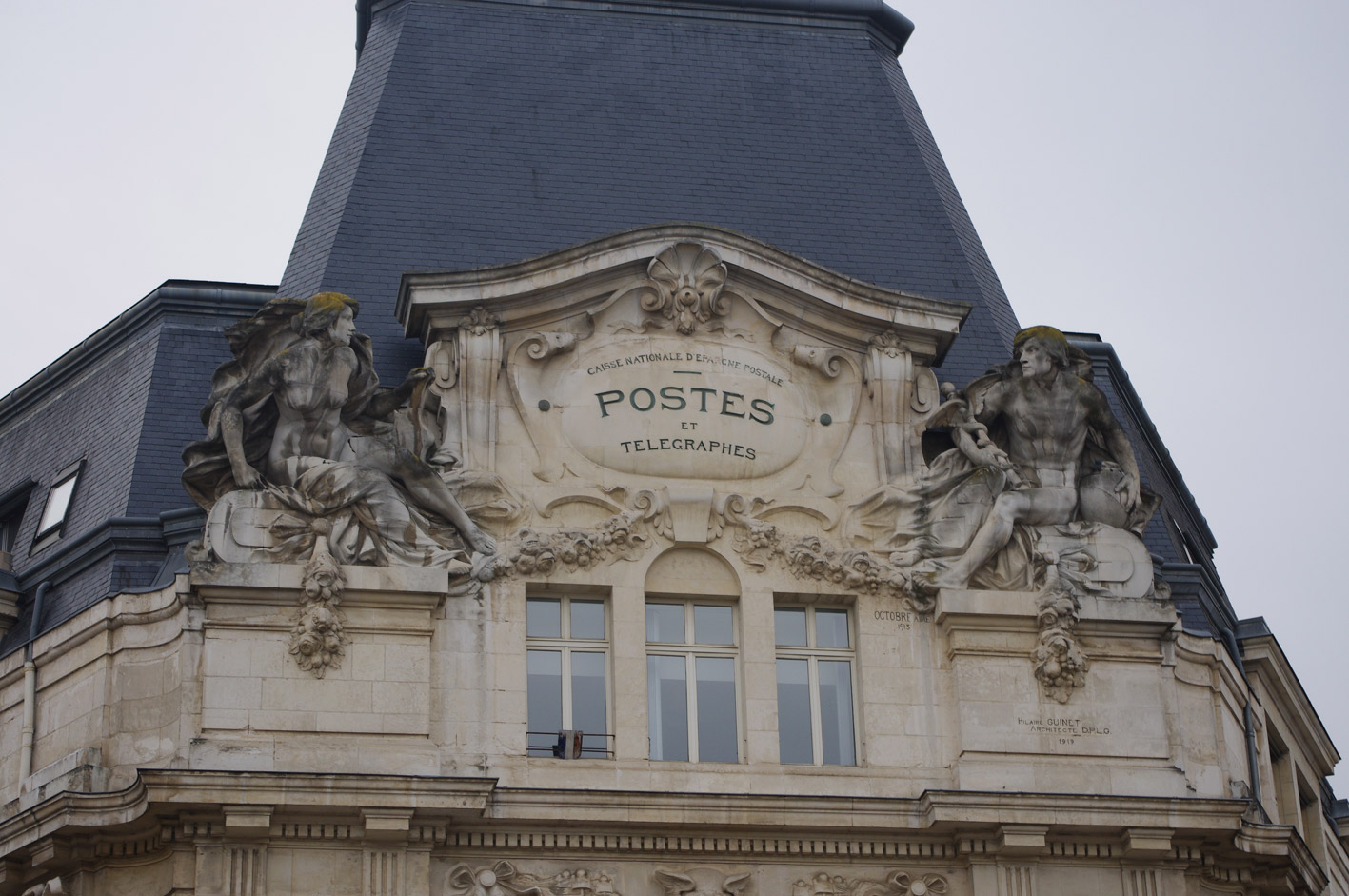
Fronton avec inscription.
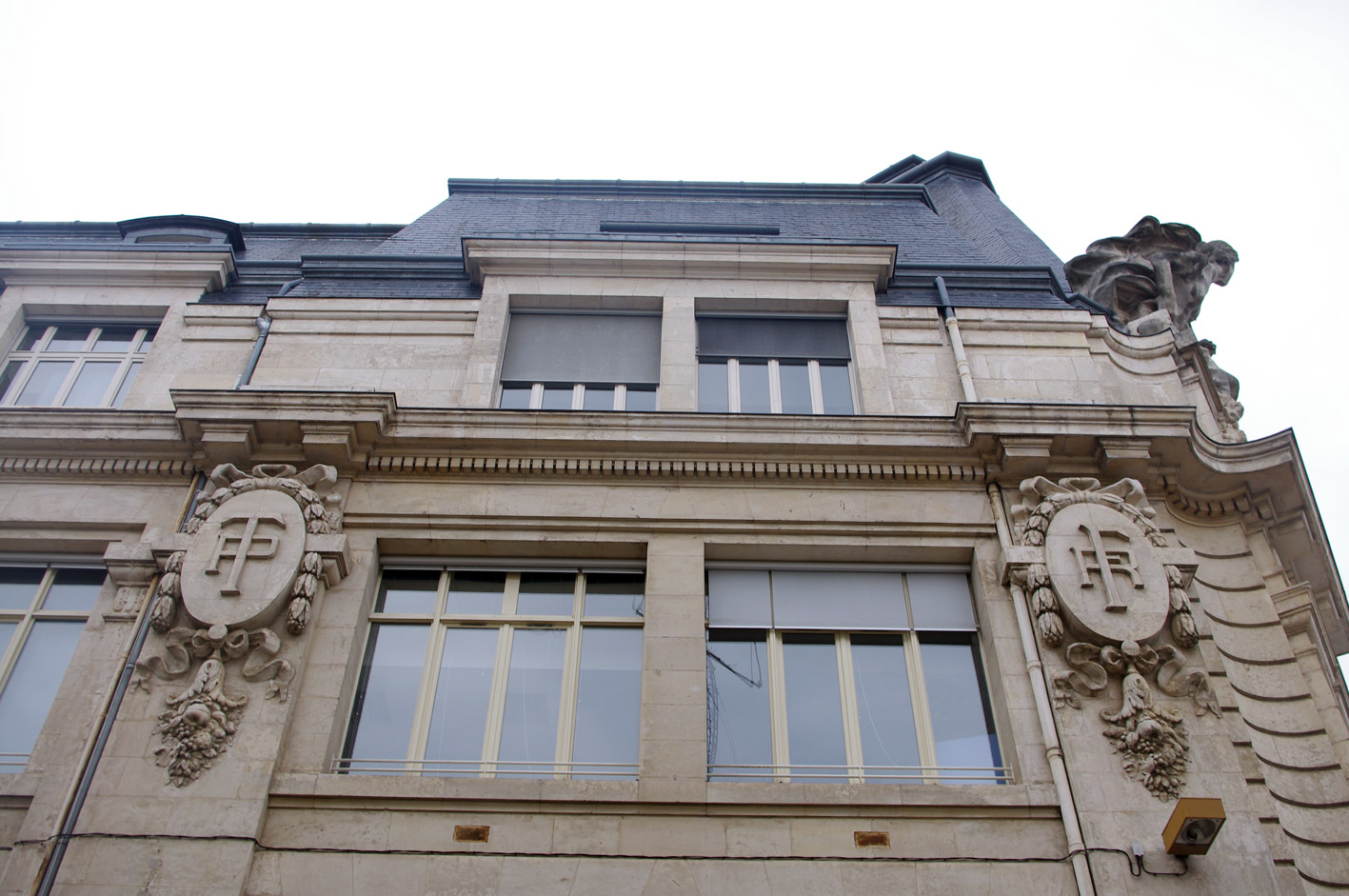
Détail de la façade du côté de la rue des Écossais.